# The Grasshopper and the Ants
The Grasshopper and the Ants é um curta-metragem de animação lançado em 1934, como parte da série Silly Symphonies. Foi dirigido por Wilfred Jackson e produzido por Walt Disney. O filme é uma adaptação de A Cigarra e a Formiga, uma das fábulas de Esopo. Pinto Colvig dublou o personagem principal do curta, o Hop the Grasshopper.